# Селігув
Селігув (пол. Seligów) — село в Польщі, у гміні Лишковиці Ловицького повіту Лодзинського воєводства.
Населення — 246 осіб (2011).
У 1975-1998 роках село належало до Скерневицького воєводства.

## Демографія
Демографічна структура станом на 31 березня 2011 року:
|          | Загалом | Допрацездатний вік | Працездатний вік | Постпрацездатний вік |
| -------- | ------- | ------------------ | ---------------- | -------------------- |
| Чоловіки | 121     | 24                 | 78               | 19                   |
| Жінки    | 125     | 33                 | 63               | 29                   |
| Разом    | 246     | 57                 | 141              | 48                   |